# Juan Rivero Torres
Juan Ramón Rivero Torres (Cochabamba, 17 de enero de 1897-Buenos Aires, 29 de junio de 1951) fue un ingeniero con especialización ferroviaria de Bolivia, quien supervisó obras de infraestructura de envergadura y regionalmente significativas en el marco de la modernización de ese país ubicado en el centro de América del Sur, sin salida al mar, durante la primera mitad del siglo XX. Asimismo, era sobrino de la poetisa y educadora Adela Zamudio.
Por sus contribuciones a la integración vial y ferroviaria del continente, en 1941 el presidente del Brasil Getúlio Dornelles Vargas lo condecoró con la Ordem Nacional do Cruzeiro do Sul, máxima distinción que el Estado brasileño otorga a ciudadanos extranjeros. Luego de su  fallecimiento en 1951, los gobiernos de Bolivia y Brasil acordaron bautizar la estación ferroviaria fronteriza entre ambos países en su honor; en su memoria en 1999 el congreso de Bolivia designó a la población en la ribera occidental de la laguna La Gaiba como municipio El Carmen Rivero Torres.

## Biografía
Hijo del industrial Ramón Rivero López y de la heredera de la casa comercial Torres y Hermano, Mercedes Torres Moscoso, procedía de una familia adinerada y fue educado en las mejores universidades europeas de su tiempo. Coronó sus estudios de ingeniería civil con mención honorífica en Suiza en la Eidgenössische Technische Hochschule Zürich el 19 de julio de 1921. Contrajo matrimonio en 1940 con la aristocrática dama María Teresa Andrea Gutiérrez-Guerra Reyes Calvo de la Banda, hija del último oligarca de Bolivia.

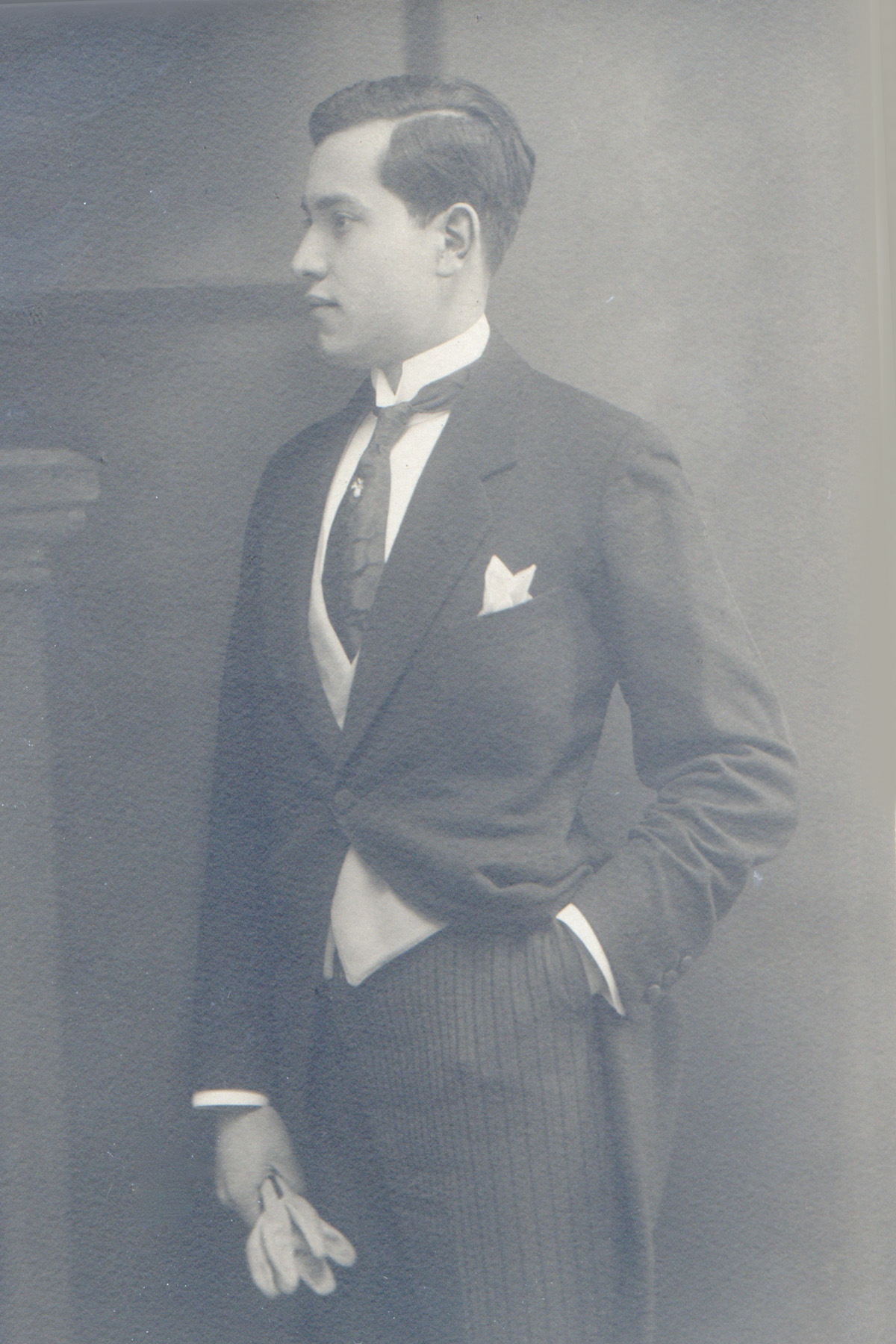
Juan Rivero Torres en 1920

De joven desempeñó labores diplomáticas. De 1920 a 1921, aún como estudiante, actuó como representante de la delegación de Bolivia ante la primera y segunda asamblea de la Liga de las Naciones en Ginebra, Suiza y, en 1921,  como adjunto de la Legación de Bolivia en Londres.

### Carretera Panamericana
En 1924 representó a Bolivia en Washington D. C. como delegado al primer Congreso de la Carretera Panamericana, encuentro acordado durante la quinta Conferencia Panamericana que se celebró el año anterior en Santiago de Chile. Luego en 1925, representó a Bolivia en el segundo Congreso que tuvo lugar, esta vez, en Buenos Aires, Argentina. Estos encuentros lanzaron en firme el proyecto de unir todo el continente, desde Prudhoe Bay, en Alaska, a Ushuaia, en Tierra del Fuego, con una carretera, consistente en más de 27,750 km de vías terrestres, la carretera Panamericana. El proyecto vial hasta la fecha está inconcluso por la negativa de Panamá de acceder a la apertura del Tapón del Darién.

### Lloyd Aéreo Boliviano
Entre 1923 y 1937, sirvió como ingeniero jefe de ferrocarriles y transporte aéreo del Ministerio de Fomento de Bolivia, cargo en el que fue instrumental en la creación de la segunda línea aérea de América del Sur, el Lloyd Aéreo Boliviano, empresa que comenzó a operar con vuelos internacionales entre las ciudades de La Paz, Bolivia, y Río de Janeiro y Corumbá en el Brasil.

### Ferrocarril Corumbá-Santa Cruz
En 1938 fue designado jefe de la delegación de Bolivia para la organización de la Comisión Mixta Ferroviario Boliviano Brasilera, y hasta 1951, sirvió como ingeniero delegado de Bolivia en la misma comisión, en virtud de los acuerdos internacionales para la construcción del ferrocarril Corumbá-Santa Cruz. Este proyecto fue trascendente por el comercio que generó del Atlántico al Pacífico, al establecer un corredor en cuanto al tráfico de mercancías y de personas, que fortaleció la integración entre los países de América del Sur.

## Bibliografía

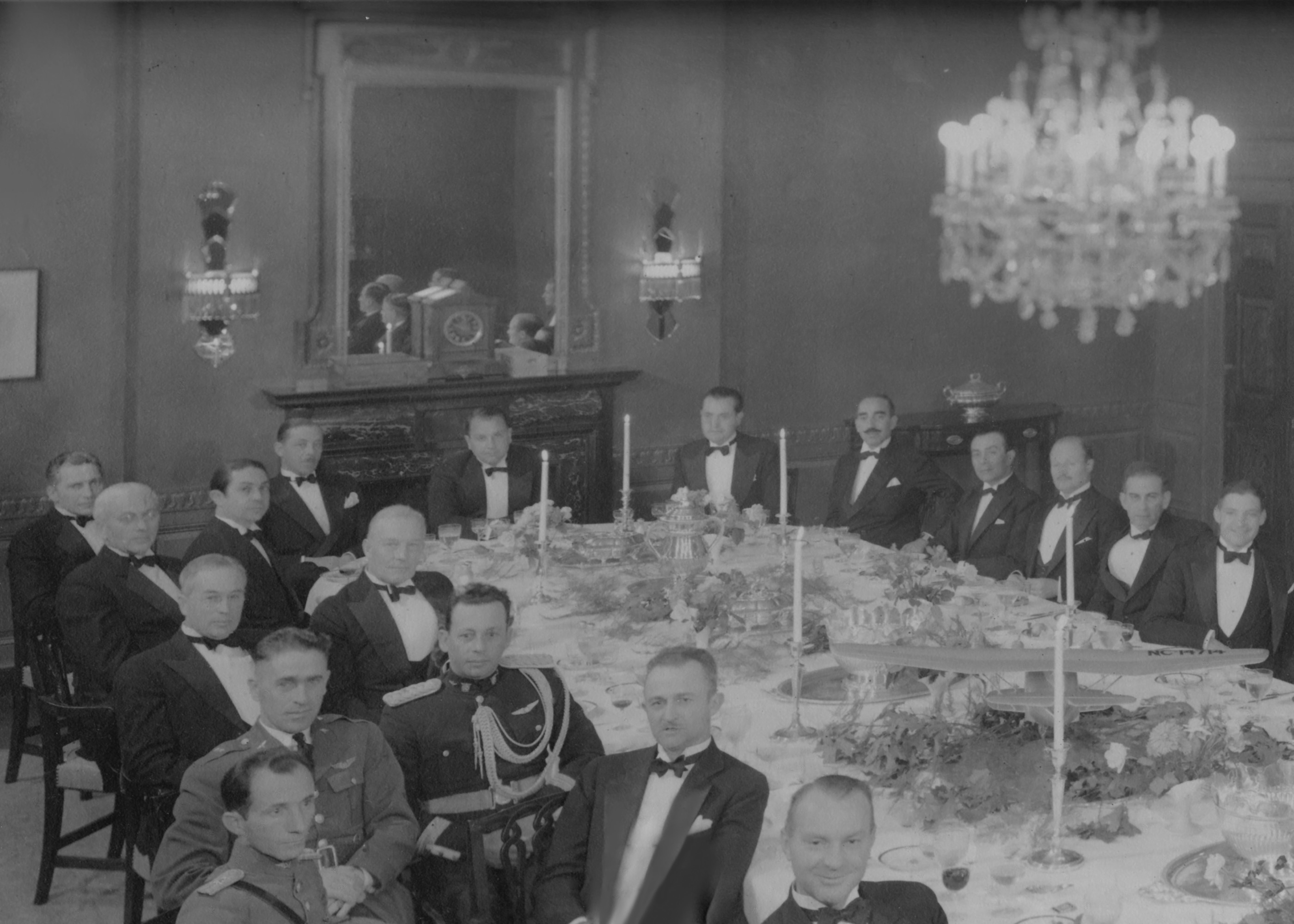
Juan Terry Trippe de la emblemática aerolínea Pan American World Airways ofrece una cena oficial en honor de Juan Rivero Torres en el Union League Club, en Nueva York en 1935